# Rodrigo Zamorano

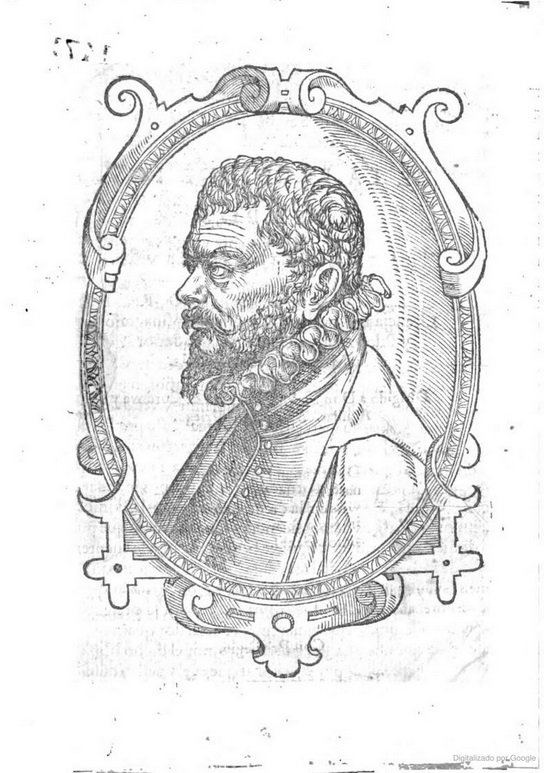
Rodrigo Zamorano (1594)

Rodrigo Zamorano, auch Rodrigo Çamorano (* 1542 in Medina de Rioseco, Provinz Valladolid; † 1623 in Sevilla) war ein spanischer Mathematiker, Nautiker und Kosmograph (Kartograph) im Dienst des spanischen Königs Philipp II.

## Leben
Zamorano hatte eine Universitätsausbildung und lehrte zeitweise an den Universitäten Valladolid und Salamanca.
Zamorano war ab 1575 Professor für Kosmographie und Mathematiker (Navigationslehrer) an der 1503 nach portugiesischem Vorbild gegründeten Casa de Contratación (La Casa y Audienca de Indias) für die Verwaltung des Handels mit den spanischen Kolonien in Sevilla. Dort wurden auch geographische Informationen von den spanischen Kapitänen gesammelt und ausgewertet. Zamerano war 1586 bis 1612 Piloto Mayor (oberster Navigator). Diese Position hatte zuerst ab 1508 Amerigo Vespucci als oberster von vier königlichen Navigatoren. 1512 bis 1515 war Juan Díaz de Solís sein Nachfolger, danach bis 1518 Francisco Coto, bis 1522 Sebastiano Caboto und dann bis 1586 Alonso de Chavez. Daneben gab es noch den Cosmográfo-cronista mayor de las Indias in Madrid beim Consejo Real y Supremo de las Indias, der Karten des spanischen Süd- und Mittelamerika erstellte. Zamorano war einige Jahre als Piloto Mayor von Andrés García de Céspedes abgelöst, da er nach Ansicht des Consejo de las Indias sein Wissen zu stark für sich behielt und nicht teilte. 1613 ging er in den Ruhestand.
Zamorano veröffentlichte Bücher über Navigation, Kalender und Mathematik. Er galt auf seinem Gebiet zur Zeit von Philipp II. als einer der größten Gelehrten. Für die Astronomie und Kalenderrechnungen benutzte der die Prutenischen Tafeln, die auf Methoden des Nikolaus Kopernikus basierten.
1576 veröffentlichte er in Sevilla die erste spanische (kastilische) Übersetzung der Elemente von Euklid, allerdings nur der ersten sechs Bücher. Er übersetzte aus dem Griechischen, folgte genau dem Text ohne eigene Zusätze oder Weglassungen und war damit den anderen zeitgenössischen Renaissance-Übersetzungen in moderne Sprachen, die oft ziemlich frei waren, weit überlegen. Das Buch entstand als Lehrbuch für die Navigationsschule Colegio de San Telmo (→Palacio de San Telmo) in Sevilla.

## Schriften (Auswahl)
Als Autor
- Compendio del arte de navegar. Alonso de Barreira, Sevilla 1581.
(gewidmet Diego Gasca de Salazar, dem Präsidenten des „Consejo de las Indias“)
- Carta de marear (Navigationskarte). Sevilla 1588 (EA Sevilla 1579)

Als Übersetzer
- Los seis libros primeros dela geometria de Euclides. Alonso de la Barrera, Sevilla 1576.
- Cronologia y repertorio de la razon de los tempos. El nias copioso que hasta oi se à visto (Kalenderfragen). Sevilla 1594 (EA Sevilla 1585)
  - auch ins Englisch und Niederländische übersetzt
  - auch von Edward Wright in seinem Certaine Errors in Navigation 1599 verwendet